# 齐云塔

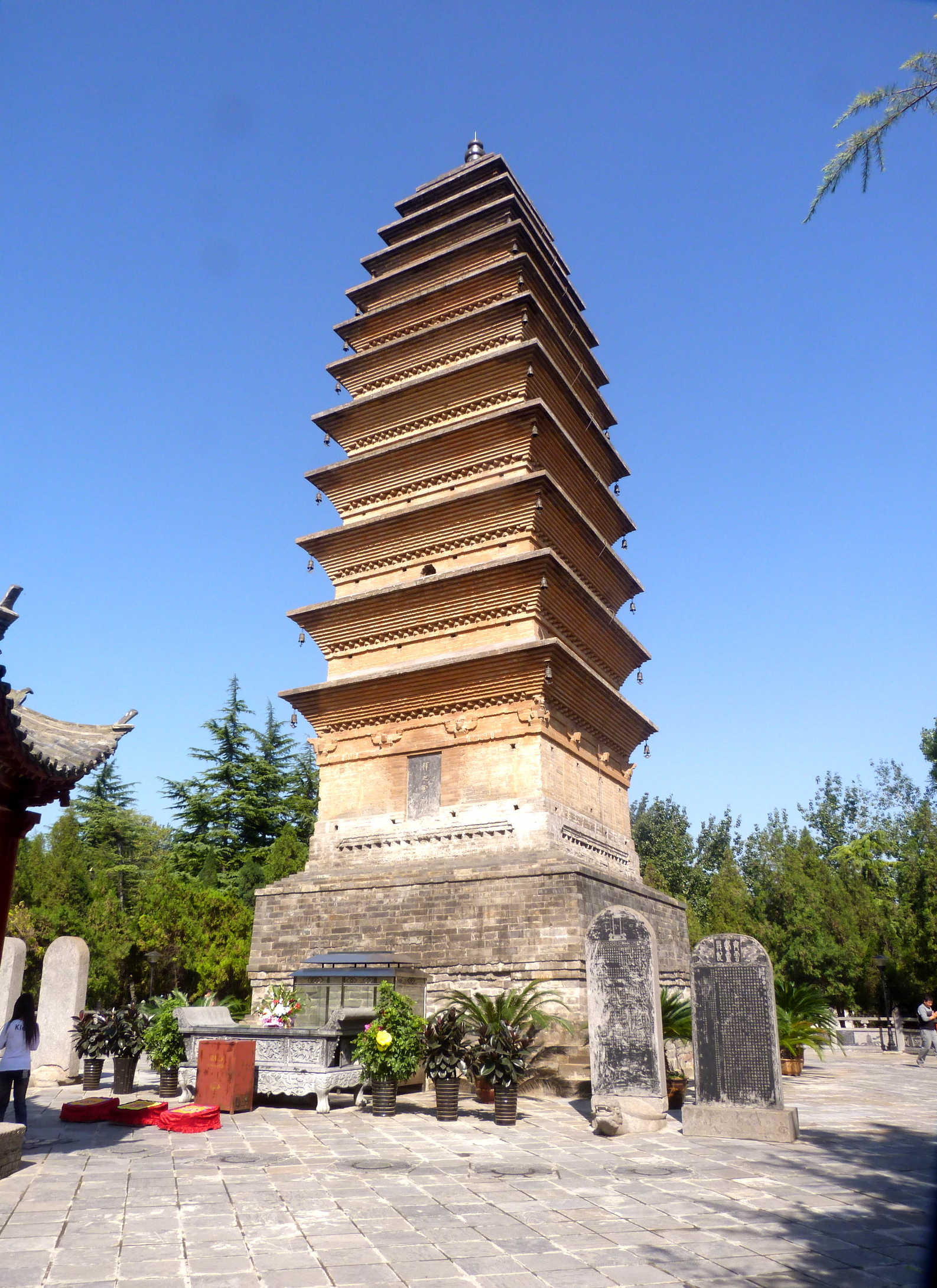
洛阳白马寺齐云塔

齐云塔又名释迦舍利塔，在洛阳白马寺以东250米处，是白马寺的附属建筑。它最初是木塔，创建于东汉永平已己年（69年），北宋末年被金兵烧毁。现存宝塔建于金大定十五年（1175年），是一座十三层的四方形楼阁式砖塔，高35米。
塔的外形具有唐代风格，轮廓采用抛物线设计，玲珑挺拔、古雅秀丽。塔的底部为方形须弥座，各边长7.8米，塔顶置宝瓶式塔刹。这座塔是洛阳一带地面上现存最古老的建筑，与白马寺东西相望、交相辉映。。